# Drypetes perrieri
Drypetes perrieri là một loài thực vật có hoa trong họ Putranjivaceae. Loài này được Leandri ex Humbert mô tả khoa học đầu tiên năm 1939.